# Ишек
Ишек — река в России, протекает по Кизнерскому району Удмуртской Республики. Правый приток реки Умяк, бассейн Камы.

## География
Ишек начинается на плато севернее долины Умяка и течёт на юг, на большей части своего протяжения — в овраге с крутым левым берегом. В деревне Аравазь-Пельга принимает правый приток Арвазь, ниже по правому берегу деревня Старый Кармыж. Впадает в Умяк в 65 км от устья последнего. Длина реки составляет 22 км.

## Данные водного реестра
По данным государственного водного реестра России относится к Камскому бассейновому округу, водохозяйственный участок реки — Вятка от города Вятские Поляны и до устья, речной подбассейн реки — Вятка. Речной бассейн реки — Кама.
Код объекта в государственном водном реестре — 10010300612111100040561.